# I soliti ignoti
I soliti ignoti è un film commedia italiano del 1958, diretto da Mario Monicelli.
Considerato uno dei capolavori del cinema italiano, il film è anche noto come caposcuola del genere caper movie. Si aggiudicò due Nastri d'argento e una candidatura ai premi Oscar 1959 come miglior film straniero. 
È stato successivamente inserito, come opera rappresentativa, nella lista dei 100 film italiani da salvare.
L'idea di base del film, e soprattutto il finale, sono tratti dalla novella Furto in una pasticceria, contenuta nell'antologia Ultimo viene il corvo di Italo Calvino.

## Trama
Cosimo e il vecchio bolognese "Capannelle", due ladruncoli di Roma, tentano di rubare un'autovettura ma vengono sorpresi dalla polizia: il primo viene arrestato mentre l'anziano riesce a fuggire. Detenuto nel carcere di Regina Coeli, Cosimo apprende da un altro detenuto il piano per un colpo di facile realizzazione presso il Monte di Pietà; incarica così Capannelle di trovare una pecora, termine gergale malavitoso per indicare qualcuno che, dietro compenso, sconti la pena al posto di un altro.
Capannelle si rivolge a degli amici dell'ambiente — il prestante Mario, il siciliano Michele detto "Ferribotte" e il fotografo Tiberio — ma, visto il rifiuto, deve ripiegare tra gli incensurati optando per Peppe "er Pantera", un pugile suonato che va puntualmente al tappeto. Il commissario tuttavia non si lascia ingannare e lo fa condannare con Cosimo. Durante la detenzione Cosimo accenna a Peppe del piano, poiché costui fa credere all'altro di aver subìto una lunga condanna affinché gli confidi i dettagli; egli in realtà sta per essere scarcerato il giorno stesso, avvalendosi della condizionale. Dovendo restituire agli amici il denaro sottoscritto per l'incarcerazione, decide di assoldarli per il colpo.
Il piano consiste nel raggiungere la stanza del Banco dei Pegni dove si trova la "comare", ovvero la cassaforte, introducendosi prima nell'appartamento contiguo, ritenuto disabitato, e abbattendo la parete divisoria. Per mezzo di un filmato, fatto con una macchina da presa rubata da Tiberio al mercato di Porta Portese e sottoposto in visione a Dante Cruciani, un noto scassinatore a riposo che svolge oramai il ruolo di "consulente", la banda viene da questi istruita sulle modalità per realizzare il colpo.
Le cose tuttavia si complicano: nell'appartamento sono nel frattempo andate ad abitare due donne anziane, che hanno a servizio una ragazza di nome Nicoletta. Peppe s'incarica quindi di sedurre la giovane per ottenere informazioni. Nel frattempo Cosimo, uscito dal carcere grazie a un'amnistia, raggiunge la banda per vendicarsi, ma viene tramortito da Peppe con un pugno. Quest'ultimo gli offre di partecipare al furto, ma Cosimo rifiuta per orgoglio e tenta di rapinare da solo il Monte di Pietà.  Allo sportello troverà l'impiegato che, per nulla intimorito dalla pistola, gliela sottrae dalle mani e la tratta come un qualunque bene da impegnare per una modesta somma. Successivamente Cosimo si ridurrà a un tentativo di scippo ai danni di una signora, ma nella fuga muore travolto da un tram.
Una sera, approfittando dell'assenza delle proprietarie, arriva per la banda il momento buono per il colpo. Mario però rinuncia e in cambio promette di vegliare su Carmelina, sorella di "Ferribotte", con la quale è nata una sincera relazione. Dopo aver superato numerose difficoltà, che tra l'altro il povero Tiberio è costretto ad affrontare con un braccio ingessato, risultato dell'incontro con il venditore al quale aveva rubato la macchina da presa, i quattro "soci" rimanenti arrivano finalmente a introdursi nell'appartamento. Qui riescono a demolire quella che pensano sia la parete designata, ma con loro meraviglia si ritrovano nella cucina della casa: infatti le proprietarie avevano di recente cambiato la disposizione dell'arredamento, spostando la camera da pranzo che confinava con il Monte di Pietà. Vista l'ora ormai tarda la banda è costretta a rinunciare, non senza, però, approfittare della pasta e ceci trovata in cucina. Una perdita provocata dai ladruncoli a un tubo del gas, tuttavia, causa un'esplosione, per cui devono battere precipitosamente in ritirata ancora più laceri e disastrati di prima.
Alle prime luci dell'alba la banda mestamente si scioglie. Tiberio prende il tram e va a riprendersi suo figlio, lasciato in custodia alla moglie detenuta a Regina Coeli per contrabbando. "Ferribotte" rincasa, e Capannelle, rimasto solo con Peppe, attrae l'attenzione di due carabinieri in bicicletta con il suono imprevisto di una sveglia rubata nell'appartamento. I due, per sfuggire al controllo, sono costretti a mescolarsi con degli aspiranti manovali che si affollano davanti al cancello di un cantiere; sicché Peppe viene assunto suo malgrado, mentre Capannelle, buttato fuori in malo modo, avverte inutilmente e sarcasticamente l'amico che lì lo faranno lavorare sul serio.
Il giorno dopo, un trafiletto di cronaca su un quotidiano riferisce delle gesta dei "soliti ignoti", il cui misero bottino rimane un piatto di pasta e ceci.

## Produzione

### Sviluppo
Con questa pellicola la critica e la storiografia del cinema italiano sanciscono l'esordio ufficiale di un nuovo genere cinematografico, in seguito ribattezzato commedia all'italiana, che si accompagnerà al neorealismo, al filone storico mitologico peplum e lo spaghetti-western, consacrando il cinema italiano del dopoguerra.
Con I soliti ignoti nasce in Italia un nuovo tipo di commedia comica che abbandona i canoni consueti, ispirati alla tradizione dell'avanspettacolo, del varietà o del cafè chantant, e che ereditando il testimone del neorealismo, ha per tema la quotidianità, la gente comune, con precisi riferimenti sociali nei quali il pubblico può riconoscersi.

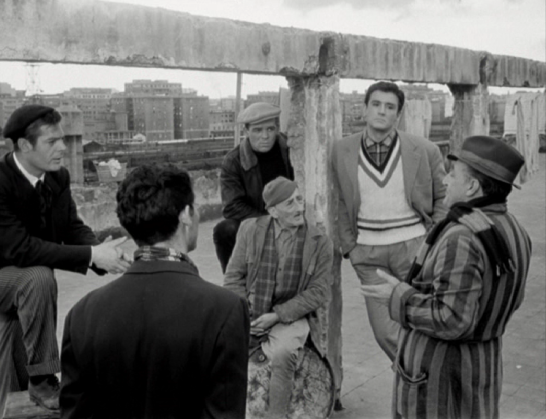
Dante Cruciani (Totò) mentre spiega come scassinare la cassaforte

Gli interpreti di questa pellicola abbandonano il ruolo di maschera teatrale - che gioca la comicità basandosi sulla gag, il gioco di parole od il nonsense - articolando i dialoghi e le trovate umoristiche su prove definite, a volte caricaturali, ma riferite comunque ad una sceneggiatura chiara. In particolare, molti critici vedono nel personaggio interpretato da Totò un ipotetico passaggio generazionale della commedia italiana, dall'epoca del geniale attore napoletano - il "Principe della risata" - a quella su cui un gruppo agguerrito di sceneggiatori (come Sergio Amidei, Rodolfo Sonego, Age & Scarpelli, Ettore Scola e Ruggero Maccari) si baseranno nel raccontare la realtà in un momento storico critico e importante, ricco di contraddizioni, di incompatibilità tra vecchio e nuovo, di identità fallaci ed effimere, costruite spesso su dei condizionamenti sociali e ingerenze culturali esterne.
L'ideazione de I soliti ignoti nasce in chiave caricaturale. Come lo stesso Monicelli ammette, si voleva in principio parodiare un certo genere di film noir francese o di gangster statunitense, particolarmente in voga in quegli anni, ed apprezzato da un vasto pubblico italiano. Il soggetto si ispira al film drammatico francese Rififi di Jules Dassin del 1955, dove una banda di quattro criminali professionisti intraprende un colpo perfetto che si rivelerà fallimentare e come narra il regista, uno dei titoli provvisori era il parodistico Rifufu.
Sarebbe tuttavia erroneo limitarsi a ritenere I soliti ignoti mera parodia di altri titoli illustri in quanto lo stesso film si arricchisce di novità importanti e di contesti originali nel corso della sua produzione, in quanto era concezione del regista darvi una connotazione tragicomica.
I soliti ignoti, secondo il regista Carlo Lizzani, porta il comico fuori dei confini abituali della farsa acquisendone una propria consistenza cinematografica. Per la prima volta in una commedia italiana si assiste alla morte tragica di uno dei protagonisti. La morte o comunque il fallimento è una tematica fondamentale nella cinematografia di Monicelli, in quanto come egli spiega, facente parte della stessa essenza e della tradizione della commedia dell'arte, caratterizzata da presenze maligne, da sventure e da personaggi miseri, emuli delle maschere di Arlecchino e Pulcinella, che si adoperano nella vana ricerca di un espediente definitivo e risolutivo.

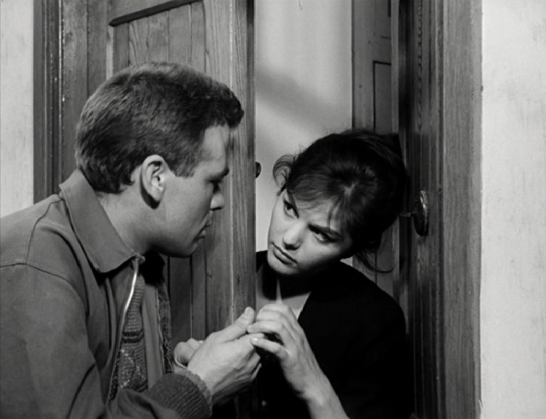
Mario (Renato Salvatori) e Carmelina (Claudia Cardinale)

La vena drammatica della pellicola non si esaurisce solo nei personaggi, bensì si accompagna al ritratto di una Roma estranea ai processi economici del boom di quegli anni. È la Roma dei quartieri popolari, della periferia degradata, del sottoproletariato urbano, a far da sfondo tragico alle gesta della miserabile banda del buco, la stessa Roma ritratta dal coevo Pier Paolo Pasolini in Ragazzi di vita. È significativo il breve dialogo tra Capannelle con un ragazzino al quale si rivolge per chiedere informazioni su un certo Mario, perfetta memoria della narrativa pasoliniana.
La fotografia fu particolarmente curata da quest'ultimo punto di vista. Le immagini dovevano restituire l'idea di una Roma drammatica, per cui furono evitati volutamente i toni eccessivamente luminosi, si preferirono i contrasti e i tagli decisi e nei costumi si evitarono le concessioni al vezzo e alla comodità, curando invece quello che doveva fornire l'estemporaneità di un abbigliamento dettato solo dallo stato di indigenza (si considerino i pantaloni da cavallerizzo che Capannelle indossa per tutto il film).
Il film per la sua novità non fu accolto favorevolmente dalla critica ufficiale, che aveva ben chiari i riferimenti. Da principio non fu apprezzata la scelta di sostituire i comici d'arte con degli attori seri già affermati in contesti drammatici (Vittorio Gassman); Totò, notoriamente non amato dalla critica colta ma fortemente caldeggiato dai produttori, fu giudicato eccessivo nonostante la sua interpretazione limitata. In sostanza, l'ambiente ufficiale non era pronto ad accogliere quella che si rivelerà la trovata ad effetto del film, la trasformazione di attori seri in "caratteri" della commedia, dotati di una grande vis comica. La scena del set comico, nella opinione dei critici più severi, avrebbe dovuto somigliare ancora al palcoscenico di un varietà dove i maestri solitari, coadiuvati da abili spalle, si avvicendavano nell'intrattenimento del pubblico.

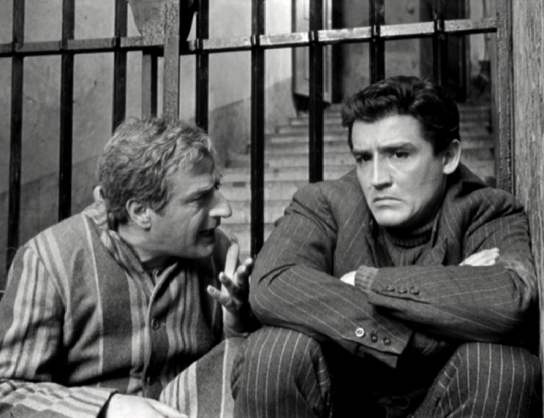
Cosimo (Memmo Carotenuto) mentre spiega a Peppe "er Pantera" (Vittorio Gassman) il suo piano ingegnoso

Gli stessi produttori contrastarono a lungo la scelta di Vittorio Gassman (la produzione pensò ad Alberto Sordi). La sua aria intellettuale e soprattutto il suo repertorio teatrale drammatico unito ai ruoli "cattivi" che aveva interpretato in precedenza non davano alcuna garanzia di successo. Ma regista e sceneggiatori seppero resistere alle richieste dei produttori. Avevano modellato tutti i personaggi intorno ad un baricentro realistico e li avevano poi corredati di un patrimonio farsesco sul quale si sarebbe dovuta giocare tutta la comicità. Per "il Pantera" si ricorse ad un trucco pesante che abbassò l'attaccatura dei capelli, ridusse la fronte spaziosa accentuando il naso e rendendo cadenti le labbra, in quell'aria da ebete caratteristica di un pugile suonato di periferia. Fu studiata l'andatura e infine concepita la balbuzie, con effetti comici esilaranti.
Al di là delle caratterizzazioni dei personaggi è importante definire quello che sarà un tema importante e ricorrente del genere, una costante che seppur trasformata rimarrà centrale nel corso della storia decennale della commedia all'italiana, dal suo nascere, alla fine degli anni cinquanta, sino al suo tramonto, alle metà degli anni settanta: la rappresentazione del sistema sociale attraverso le classi e la critica dura alla società del benessere, colta nei suoi scompensi e nelle sue contraddizioni.
I soliti ignoti da questo punto di vista è un grande mosaico storico che ci restituisce con leggerezza l'immagine complessa di un'epoca. Un mondo di povertà urbana che resiste nei suoi valori tradizionali all'attacco della nuova società di massa della quale però sente un'attrazione sempre più forte. Società che viene nel film rappresentata esclusivamente dai miti di importazione americana: facile benessere economico, liberalizzazione dei costumi sessuali, comfort abitativi. La connotazione farsesca nasce sul modo di rapportarsi che i protagonisti hanno con questa doppia identità, divisi tra tradizione e innovazione. I valori tradizionali di riferimento rimangono sempre benevoli ed evidenti sullo sfondo della vicenda e sono rappresentati via via da quasi tutti i personaggi: da Carmelina, Claudia Cardinale, (la sicurezza del vero legame affettivo), dalla dolcissima Nicoletta, Carla Gravina, (l'innocenza) e dallo stesso Cruciani, Totò (la saggezza della vecchiaia). Il gruppo rimane titubante per tutta la durata del film, nessuno riesce con convinzione ad abbracciare quello spirito nuovo che viene riflesso dalla società del benessere, nemmeno il protagonista, "il Pantera", che solitario in un'opera di autoconvincimento continua a ripetere: «È sc-sc-scientifico!», quindi moderno, quindi giusto, legale, morale.

### Cast
- Nonostante abbia interpretato il ruolo del siciliano "Ferribotte", Tiberio Murgia era in realtà sardo ed esordisce nel cinema grazie a Mario Monicelli che lo aveva notato in un ristorante romano. Nel film viene doppiato da Renato Cominetti. Murgia interpreterà altre pellicole con ruoli simili.
- La giovanissima Carla Gravina, appena diciassettenne, è alla sua terza apparizione cinematografica. Aveva esordito nel 1956 con Alberto Lattuada e nello stesso anno de I soliti ignoti aveva girato con Alessandro Blasetti Amore e chiacchiere, al fianco di Vittorio De Sica e Gino Cervi.
- Claudia Cardinale, non ancora ventenne, con un'unica precedente esperienza cinematografica nella natia Tunisia, inizia con questo film il contratto con la Vides Produzioni, che la trasformerà nel giro di pochi anni in una delle maggiori dive del cinema italiano. All'epoca delle riprese era segretamente incinta del suo primo figlio.[20] Nel film è doppiata da Lucia Guzzardi.
- Vittorio Gassman nel suo libro autobiografico Un grande avvenire dietro le spalle, riferendosi al clima gioviale che regnava sul set, racconta: "La maggior parte delle scene non riuscivamo a finirle dal ridere!".
- Carlo Pisacane, il caratterista che interpreta "Capannelle", fu uno dei migliori attori della cinematografia napoletana. Già interprete macchiettista di numerose pellicole fin dall'epoca del cinema muto ma raggiunse la notorietà con questo film, dove è doppiato con accento bolognese da Nico Pepe. Da questo film in poi, Pisacane sarà talvolta accreditato nei titoli di testa di alcuni film proprio come "Capannelle".
- Rossana Rory, che interpreta Norma, compagna di Cosimo e unica componente femminile della banda, in questo film è doppiata da Monica Vitti.
- Apparizione della scrittrice ungherese Edith Bruck, scampata ai lager nazisti, nel ruolo di una ragazza in lite con un suo amico, nel palazzo dove deve svolgersi il furto.

## Colonna sonora
La colonna sonora, affidata a Piero Umiliani, qui al suo debutto come autore di musiche per il cinema, è considerata la prima di impianto jazzistico per un film italiano. Fu il regista stesso, Mario Monicelli, a contattare personalmente Piero Umiliani, in quanto era nelle sue intenzioni dare al film una colonna sonora in stile Jazz, e Umiliani in quel periodo era noto negli ambienti televisivi per le sue composizioni e i suoi arrangiamenti in questo stile.
(Intervista a Mario Monicelli)
Dopo che Umiliani accettò l'incarico, Monicelli inviò al compositore il disco del 1957 Jay and Kay di J.J. Johnson e Kai Winding, le cui tracce dovevano essere d'ispirazione a Umiliani. Quando Monicelli contattò Umiliani, le riprese del film erano già state ultimate e il compositore ebbe poco tempo a disposizione prima della pubblicazione e dovette arrangiare sue musiche già composte secondo lo stile scelto dal regista, impiegandoci in totale quindici giorni.
Dei molti motivi composti per il film, dalla durata di pochi secondi fino a più di tre minuti, la RCA Italiana pubblicò nel 1958 un EP contenente le musiche più caratteristiche.

### Tracce
Lato A
Musiche di Piero Umiliani.
1. Blues For Gassman: Parte I – 3:20
2. Blues For Gassman: Parte II – 2:10

Durata totale: 5:30
Lato B
1. Tema d'amore – 2:00
2. Finale – 2:10

Durata totale: 4:10

### Formazione
- Piero Umiliani - direzione d'orchestra, pianoforte;
- Bill Gilmore - trombone;
- Mario Midana - trombone;
- Marcello Boschi - sax contralto;
- Baldo Maestri - clarinetto;
- Livio Cerveglieri - sax tenore;
- Gino Marinacci - sax baritono;
- Franco Chiari - vibrafono;
- Enzo Grillini - chitarra;
- Berto Pisano - contrabbasso;
- Roberto Zappulla - percussioni.[24]

## Dettagli

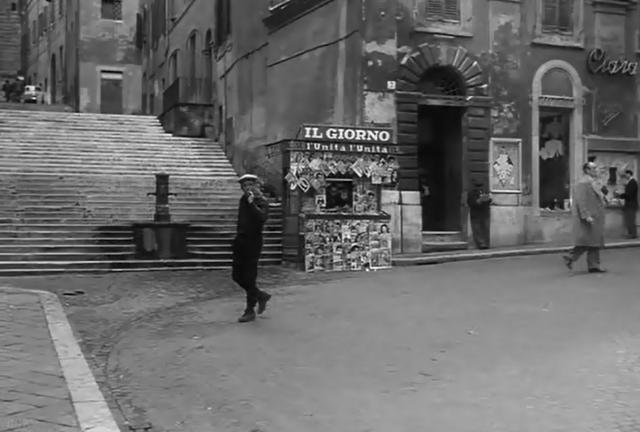
Il portone del colpo in via delle Madonne (in realtà via delle tre cannelle)

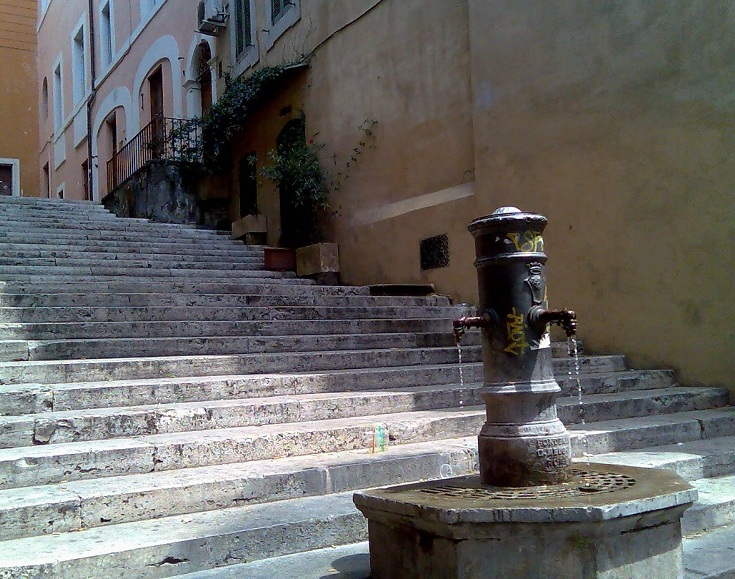
Via delle tre cannelle oggi

- Il furto è ambientato in un'inesistente via delle Madonne nel centro di Roma. Nella realtà la banda entra in un edificio sito all'angolo tra la scalinata di via della Cordonata e via delle Tre Cannelle (nei pressi di piazza Venezia), dove si trova il Banco dei pegni e l'ingresso del portone dell'appartamento.
- Quando la banda incontra per la prima volta Dante Cruciani, "Ferribotte" presenta le proprie credenziali, riportando di aver lavorato in passato nei tubi di piombo. Il riferimento, di cui si è perso il senso, sottintendeva il furto e la ricettazione di tubature in piombo (nonché altre parti in rame, ghisa ed in ferro), un'attività diffusa tra la piccola criminalità nel dopoguerra, data la penuria di materie prime per le costruzioni.

Marcello Mastroianni aspetta il tram in piazza Armenia (vicino a via Britannia)

Pausa sul set de I soliti ignoti, da sinistra: Renato Salvatori, Carlo Pisacane, Tiberio Murgia, Marcello Mastroianni, Vittorio Gassman ed Erico Menczer (operatore alla macchina)

Monicelli e Totò durante una pausa sul set

- Il film di Marco Ponti A/R Andata + Ritorno si ispira liberamente a I soliti ignoti. Le citazioni più palesi che si possono incontrare sono il nome del protagonista interpretato da Libero De Rienzo (Dante Cruciani) e la scena in cui la "banda" assiste alla proiezione della ripresa della cassaforte da scassinare, questa volta interrotta da un porno amatoriale.

## Distribuzione
Inizialmente il film avrebbe dovuto intitolarsi Le Madame, ma tale nome venne rigettato per problemi di censura, dato che quello pensato da Monicelli evocava il soprannome dato in ambiente criminale alla polizia. La pellicola uscì nelle sale italiane il 26 luglio del 1958, venne poi esportato nei seguenti paesi, con i seguenti titoli:
- Spagna: Rufufú, 30 luglio 1958
- Francia: Le Pigeon, 11 settembre 1959 - 13 aprile 2011 (riedizione)
- Svezia: Kvartetten som sprängde, 26 febbraio 1959
- Portogallo: Gangsters Falhados, 13 novembre 1959 - 24 giugno 1970 (riedizione)
- Germania Ovest: Diebe haben's schwer, 18 dicembre 1959
- USA: Big Deal on Madonna Street, 22 novembre 1960 - ottobre 1984 (Chicago International Film Festival)
- Regno Unito: Big Deal on Madonna Street, 1960
- Polonia: Sprawcy nieznani
- Argentina: Los desconocidos de siempre
- Brasile: Os eternos Desconhecidos
- Ungheria: Ismeretlen ismerősök

Venne in seguito presentato anche in Grecia, in Egitto, in Finlandia e nelle Filippine.

## Accoglienza

### Incassi
Fino al 31 marzo 1959, il film raggiunse l'eccezionale, per l'epoca, incasso di 901.562.000 lire esatto.

### Critica

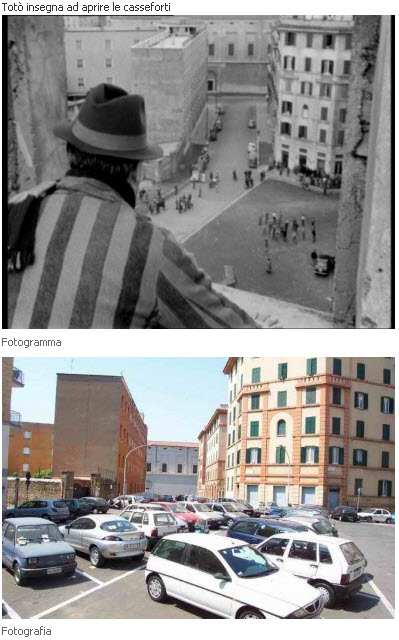
Totò insegna ad aprire casseforti: com'era e com'è

- Morando Morandini per La Notte del 3 ottobre 1958, scrisse:

«Questo ballo di ladri rischia di essere il film più divertente della stagione. Non è tutto, uno dei film comici italiani più garbati e intelligenti degli ultimi anni. D'acchito può sembrare soltanto una parodia di celebri film polizieschi di Rififi per esempio. Le analogie non mancano. Ma il ricalco è appena accennato, la comicità del film è autonoma, affidata alla ricchezza delle invenzioni e delle annotazioni, alla varietà dei tipi, alla bravura degli interpreti, alla fluidità del racconto, al ritmo. C'è anche qualcosa di più: I soliti ignoti, è un film a doppio fondo. C'è un'aria di malinconia e di tristezza che è quasi sempre il risvolto della comicità autentica, c'è il segno di una pietà che non diventa mai giulebbosa. A questi ladri, a questi soliti ignoti, s'addice il motto che, secondo Longanesi, è una bandiera degli italiani: «Ho famiglia!». Quali sono i coefficienti di questa riuscita tanto più gradevole quanto meno attesa? La serietà, il coraggio e l'intelligenza di un regista, che non ha ancora trovato la propria strada ma che può dare più di quello che finora ha fatto. Mastroianni è quello che si può dire sicurezza.»
- Giuseppe Berto per Rorosei del 24 ottobre 1958, scrisse:

«[...] L'aver tenuto insieme tanti divi è il primo grosso merito del regista Mario Monicelli e gliene deve essere grato soprattutto Vittorio Gassman, primo attore quanto mai dotato, la cui carriera cinematografica, tuttavia, appariva limitata, fin dalle origini, ad esibizioni di truce gigionismo. Qui, dopo essersi calato scherzosamente dentro un personaggio grottesco e insolito per lui, recita in una maniera fresca, divertentissima e meno superficiale di quanto si possa credere a prima vista.»

## Riconoscimenti
- 1959 – Premio Oscar
  - Candidatura al miglior film straniero a Mario Monicelli
- 1959 – Nastro d'argento
  - Migliore attore protagonista a Vittorio Gassman
  - Migliore sceneggiatura a Age & Scarpelli, Suso Cecchi D'Amico, Mario Monicelli
- 1958 – Festival internazionale del cinema di San Sebastián
  - Concha de Plata al miglior regista a Mario Monicelli

## Sequel
- Nel 1959 per la regia di Nanni Loy e la sceneggiatura di Age & Scarpelli - oltre alla colonna sonora firmata ancora da Piero Umiliani e interpretata in parte dalla tromba di Chet Baker - esce nelle sale Audace colpo dei soliti ignoti, un sequel interpretato dagli stessi attori, con Nino Manfredi che interpreta Ugo "Piede amaro" Nardi, che sostituisce il personaggio di Tiberio (Marcello Mastroianni).
- Nel 1985 per la regia di Amanzio Todini esce I soliti ignoti vent'anni dopo, con Vittorio Gassman, Marcello Mastroianni, Tiberio Murgia, lo stesso gruppo di sceneggiatori de I soliti ignoti e le musiche composte da Nino Rota.

## Remake hollywoodiani
Il successo de I soliti ignoti ha varcato i confini nazionali per approdare ad Hollywood, che lo ha apprezzato al punto da realizzarne alcuni remake nel corso degli anni:
- Il primo film hollywoodiano ispirato a I soliti ignoti è Crackers (1984), regia di Louis Malle, con Donald Sutherland e Sean Penn.
- Un omaggio al film ci fu nel 2000 ad opera di Woody Allen nel suo Criminali da strapazzo, in particolare nella prima parte del film e nella scena della perforazione della parete dell'appartamento che comunica con la banca.[29]
- Altra pellicola ispirata fortemente al capolavoro di Monicelli è Welcome to Collinwood (2002), diretto dai fratelli Anthony e Joe Russo. La trama è stata, ovviamente, in parte rimaneggiata, modernizzata e trasportata negli Stati Uniti d'America. Nel cast figura anche George Clooney, in quello che idealmente fu il ruolo di Totò, ovvero l'istruttore della banda.[30][31][32]